# Hemipeplus chaos
Hemipeplus chaos är en skalbaggsart som beskrevs av Thomas 1985. Hemipeplus chaos ingår i släktet Hemipeplus och familjen Mycteridae. Inga underarter finns listade i Catalogue of Life.